# Tanjung Gadang (Tanjung Gadang)
Tanjung Gadang is een bestuurslaag in het regentschap Sijunjung van de provincie West-Sumatra, Indonesië. Tanjung Gadang telt 6774 inwoners (volkstelling 2010).